# ライアン・シェクラー
ライアン・シェクラー（Ryan Sheckler, 1989年12月30日 - ）はアメリカ合衆国のプロスケートボーダーである。カリフォルニア州サン・クレメンテ出身。
愛車はCL63 AMG。実家の庭にはスケボーパークがある。

全米ではティーンに大人気のようで、MTVは完全密着したリアリティ番組「ライフ・オブ・ライアン」(en:Life of Ryan)を同チャンネル内で放送している。2010年には日本でもMTVにてシーズン3が放送された。
2003年に、映画「クール・ボーダーズ」に出演した。